# Тведестран
Твѐдестран (на норвежки: Tvedestrand) е град и едноименна община в южна Норвегия. Разположен е на брега на Северно море във фюлке Ауст-Агдер на около 175 km южно от столицата Осло. Получава статут на община на 1 януари 1838 г. Има малко пристанище. Население 5874 жители според данни от преброяването към 1 януари 2008 г.

## Побратимени градове
- Люсешил, Швеция